# Representante da República para a Madeira
O Representante da República para a Madeira é um órgão político constitucionalmente consagrado que representa a soberania portuguesa na Região Autónoma da Madeira e articula as relações entre os órgãos de governo próprio da região e os órgãos de soberania de Portugal. O titular é nomeado e exonerado pelo Presidente da República, ouvido o Governo da República.
O cargo, com a atual designação e os atuais poderes, foi criado pela sexta revisão constitucional, em 2004. Esta revisão alterou o nome do cargo, que antes se intitulava ministro da República, mas já a quarta revisão, em 1997, tinha conformado os poderes do cargo tal como hoje os encontramos, reduzindo-os a uma função moderadora, semelhante à do presidente da República no plano nacional.
A sua residência oficial é no Palácio de São Lourenço, no Funchal.
O Estatuto Remuneratório dos Titulares de Cargos Políticos fixa o vencimento do representante da República em 65% do vencimento do presidente da República, acrescido de despesas de representação no valor de 40% daquele vencimento.

## Lista de titulares
| # | Ministro da República (Nascimento–Morte)           | Retrato | Início do mandato     | Fim do mandato        | Nomeado por           | Notas        |
| - | -------------------------------------------------- | ------- | --------------------- | --------------------- | --------------------- | ------------ |
| 1 | Lino Dias Miguel (1936–2022)                       |         | 27 de agosto de 1976  | 31 de outubro de 1991 | António Ramalho Eanes | [ 4 ]        |
| 2 | Artur Aurélio Teixeira Rodrigues Consolado (1932–) |         | 31 de outubro de 1991 | 7 de outubro de 1997  | Mário Soares          | [ 5 ]        |
| 3 | Antero Alves Monteiro Diniz (1936–)                |         | 7 de outubro de 1997  | 30 de março de 2006   | Jorge Sampaio         | [ 6 ] [ 7 ]  |
| # | Representante da República (Nascimento–Morte)      | Retrato | Início do mandato     | Fim do mandato        | Nomeado por           | Notas        |
| 1 | Antero Alves Monteiro Diniz (continuação) (1936–)  |         | 30 de março de 2006   | 11 de abril de 2011   | Aníbal Cavaco Silva   | [ 8 ]        |
| 2 | Ireneu Cabral Barreto (1941–)                      |         | 11 de abril de 2011   | presente              | Aníbal Cavaco Silva   | [ 9 ] [ 10 ] |